# Systoechus lucidus
Systoechus lucidus är en tvåvingeart som först beskrevs av Friedrich Hermann Loew 1855.  Systoechus lucidus ingår i släktet Systoechus och familjen svävflugor. Inga underarter finns listade i Catalogue of Life.